# Takuya Nagase
Takuya Nagase (永瀬 拓矢) (né le 5 septembre 1992 à Yokohama) est un joueur professionnel de shogi japonais.

## Biographie

### Premières années
Nagase a appris à jouer au shogi avec son grand-père à l'âge de six ans. Il intègre le centre de formation de la fédération japonaise de shogi en 2004 sous la tutelle de Terutaka Yasue (ja) He was promoted to 1-dan in 2007 et participe pour la première fois à la ligue des 3e dan, dont les premiers passent professionnels, en 2008,.
Après un premier échec, Nagase obtient le titre de professionnel l'année suivante,.

### Carrière au shogi
Nagase a remporté de premiers tournois mineurs en 2012, le tournoi Kakogawa Seiryū (ja) et le  Shinjin-Ō,.
Il participe à sa première finale de titre majeur en 2016 face à Yoshiharu Habu pour le Kisei,; il perd le match par 2 victoires à 3 bien qu'il ait mené 2 à 1 avant les deux dernières parties,.
En 2017, il affronte Akira Watanabe en finale du Kiō mais perd également sur le score de 2 victoires à 3.
Pour sa troisième participation à une finale de titre, il bat Taichi Takami dans la quatrième édition du Eiō sur le score de 4 victoires à 0,.

## Palmarès

### Titres majeurs
En 2025, Takuya Nagase a participé à quinze finales de titre majeur dans sa carrière et en a remporté cinq.
| Titre  | Victoires   | Nombre de victoires | Finales perdues |
| ------ | ----------- | ------------------- | --------------- |
| Eiō    | 2019        | 1                   | 2022            |
| Oza    | 2019 – 2022 | 4                   | 2023, 2024      |
| Kisei  |             |                     | 2016, 2022      |
| Osho   |             |                     | 2020, 2024      |
| Kio    |             |                     | 2021, 2022      |
| Meijin |             |                     | 2025            |
| Oi     |             |                     |                 |

### Tournois secondaires
| Tournoi    | Victoires | Victoires |
| ---------- | --------- | --------- |
| Asahi Open | 2023      | 1         |
| Shinjin-O  | 2012      | 1         |